# Papiro de las minas
El Papiro de las minas, o papiro Turín I, es un mapa egipcio considerado el plano topográfico más antiguo que ha llegado hasta nosotros. Está dibujado en un papiro descubierto en Deir el-Medina, frente a Tebas por Bernardino Drovetti, cónsul francés en Egipto, que lo vendió a Carlos de Saboya en 1824, y que pasó posteriormente al Museo Egipcio de Turín. 

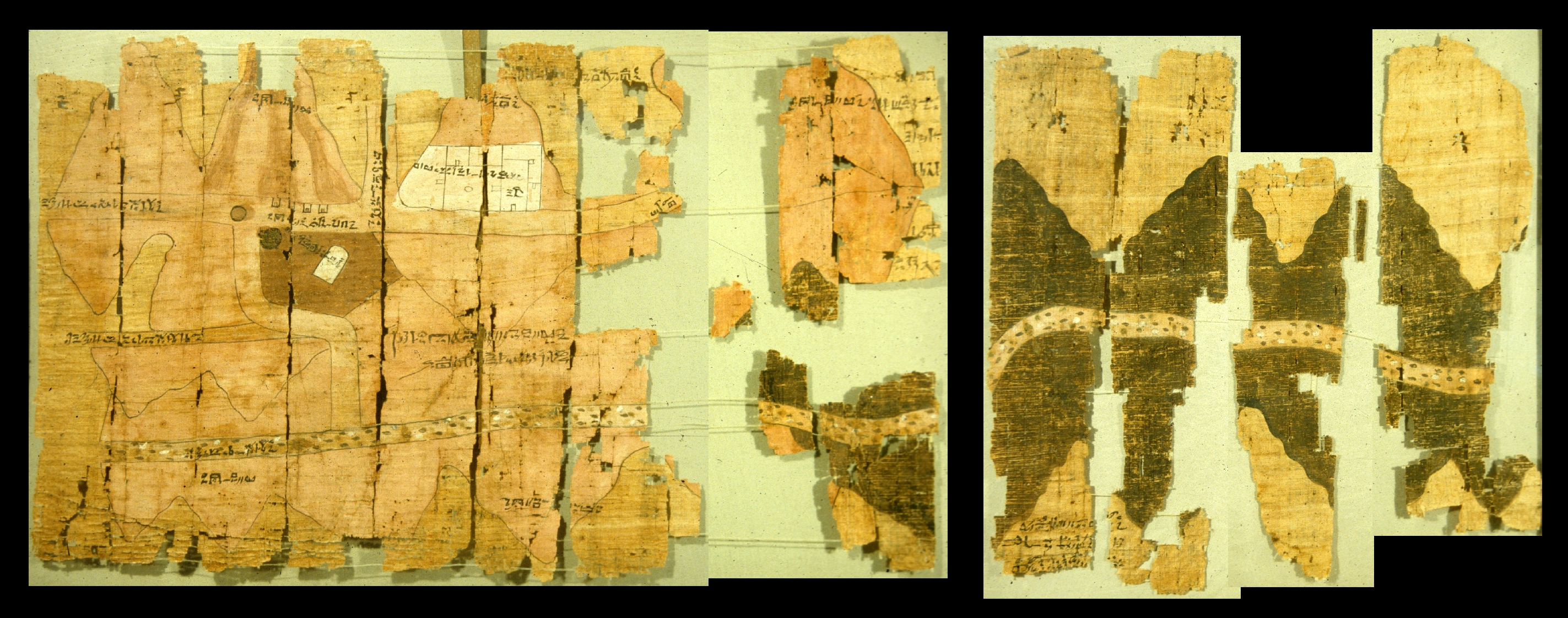
Parte izquierda del papiro de las minas.

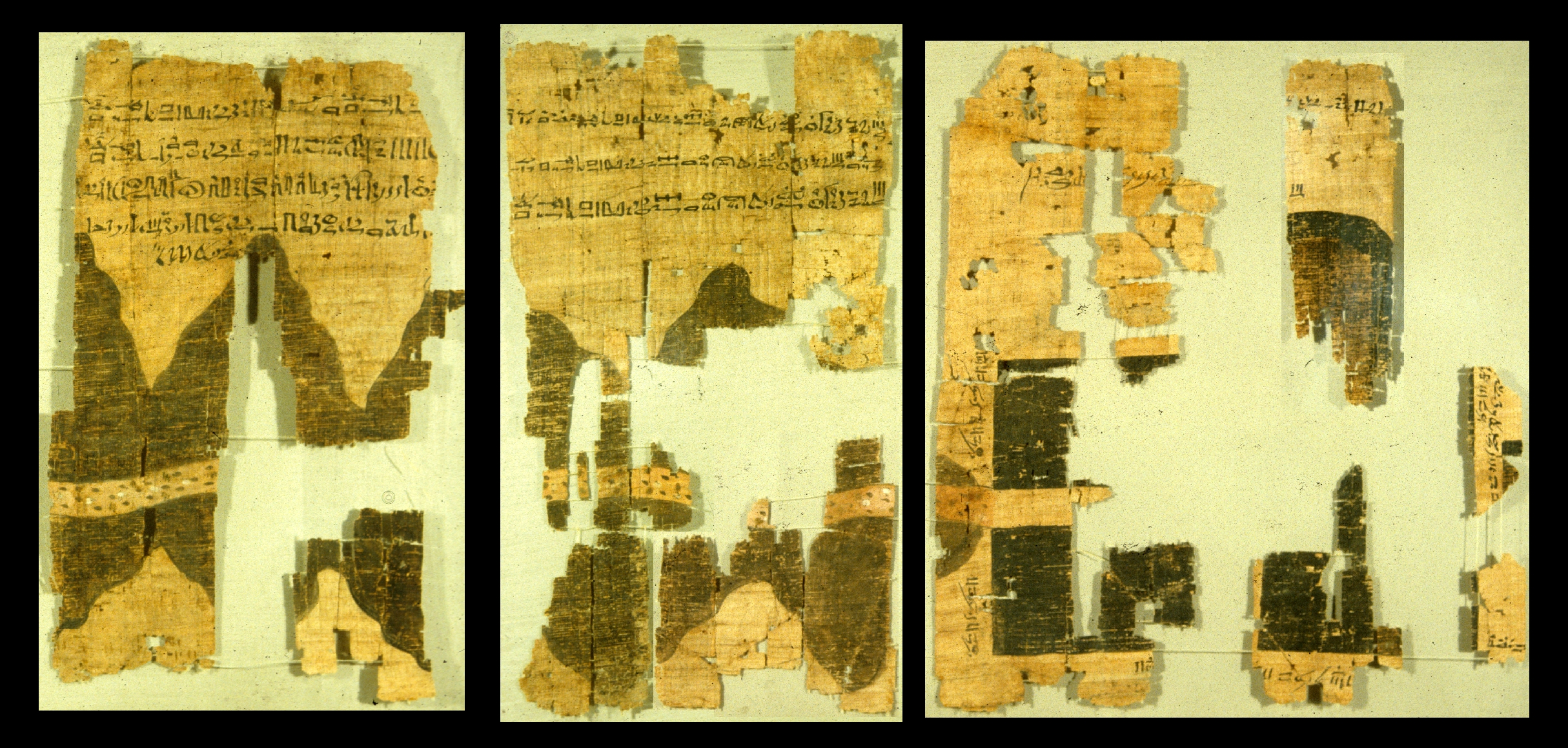
Parte derecha del papiro de las minas.

Los muchos fragmentos del mapa originalmente eran considerados como partes de tres papiros diferentes que fueron marcados como papiro Turín 1869, 1889 y 1899. El mapa reconstruido está en cinco fragmentos y representa la zona minera del uadi Hammamat, indicando dos caminos paralelos conectados por otro. Fue hecho circa 1150 a. C. por el escriba Amennjat, hijo de Iluy, que firmó al dorso del mismo. Fue preparado para la expedición minera de Ramsés IV (1153-1147 a. C.) al uadi Hammamat, formado por rocas precámbricas de la placa etíope. El propósito de la expedición era obtener bloques de bejen (grauvaca) que se utilizaba para erigir las estatuas del faraón.

## Descripción
El uadi no solo era importante por la existencia de las canteras y las minas, sino también por ser una vía de acceso al mar Rojo. El mapa muestra una franja de 15 kilómetros del lecho del Hammamat, y tiene imágenes de la confluencia de este uadi con del Atalla y el-Sid, las colinas circundantes, la mina de bejen y la mina de oro y el asentamiento de Bir Umm Fawakhir. También incluye numerosas anotaciones que identifican las características mostradas en el mapa, los destinos de las rutas del uadi, la distancia entre la cantera y la mina, la localización de los depósitos del oro en las colinas, y los tamaños de los bloques de bejen sacados. La parte superior del mapa está hacia el sur y la fuente del Nilo. Según lo reconstruido actualmente en el museo de Turín, el mapa mide 2,8 m de largo por 0,41 m de ancho, aunque este arreglo de los fragmentos actualmente se considera incorrecto. Una nueva y más exacta reconstrucción fue propuesta por Harrell y Brown (1992a, 1992b).
Además de ser un mapa topográfico con un aspecto asombrosamente moderno, el papiro de Turín es también un mapa geológico (el primero conocido) porque demuestra exactamente la distribución local de los diversos tipos de roca (en color negro los yacimientos de bejen y rosa los de oro) y la litología con las diversas gravas del uadi (con puntos en marrón, verde y blanco), y contiene la información sobre canteras y minas. El autor indica las características distintivas clara y cuidadosamente distribuidas de acuerdo con la realidad de un área particular, agregando claridad al usar letreros y contrastando colores. A este respecto, el papiro de Turín puede ser considerado como el primer Sistema de Información Geográfica.
En el papiro también aparecen los pozos de agua y una estela de Seti I, posiblemente como referencia. La localización mostrada por el mapa se ha identificado y demostrado su exactitud por medio de fotos de satélites: es el uadi Allaqi en Nubia.